# باران ذرات
در فیزیک ذرات باران ذرات (انگلیسی: Particle shower) دوش آبشاری ذرات ثانویه‌ای است که در نتیجهٔ برهمکنش ذره‌ای پرانرژی با ماده متراکم تولید می‌شود. ذره ورودی برهم کنش می‌کند و چندین ذره جدید با انرژی کمتر تولید می‌کند. سپس هر یک از اینها به همان روش برهمکنش می‌کنند، فرآیندی که تا زمانی که هزاران، میلیون‌ها یا حتی میلیاردها ذره کم انرژی تولید شود و این جریان ادامه می‌یابد. سپس این ذره‌ها در مواد متوقف و جذب می‌شوند.

## گونه‌ها
دو نوع اصلی دوش ذرات وجود دارد. دوش‌های الکترومغناطیسی توسط ذره‌ای تولید می‌شوند که عمدتاً یا منحصراً از طریق نیروی الکترومغناطیسی، معمولاً یک فوتون یا الکترون، برهم کنش می‌کنند. باران‌های هادرونیک توسط هادرون‌ها (یعنی نوکلئون‌ها و سایر ذرات ساخته شده از کوارک‌ها) تولید می‌شوند و بیشتر از طریق نیروی هسته ای قوی انجام می‌شوند.

### دوش‌های الکترومغناطیسی
دوش الکترومغناطیسی زمانی شروع می‌شود که یک الکترون، پوزیترون یا فوتون پرانرژی وارد یک ماده شود. در انرژی‌های بالا (بالاتر از چند مگا الکترون ولت)، که در آن اثر فوتوالکتریک و پراکندگی کامپتون ناچیز است، فوتون‌ها عمدتاً از طریق تولید جفت با ماده برهم‌کنش می‌کنند - یعنی به یک جفت الکترون- پوزیترون تبدیل می‌شوند و با یک هسته یا الکترون اتمی به منظور حفظ حرکت در تعامل هستند. الکترون‌ها و پوزیترون‌های پرانرژی عمدتاً فوتون‌ها را ساطع می‌کنند، فرایندی که برمسترالونگ (bremsstrahlung) نامیده می‌شود. این دو فرایند (تولید جفت و برمسترالونگ) ادامه می‌یابد، که منجر به آبشاری از ذرات کاهش انرژی می‌شود تا زمانی که فوتون‌ها به زیر آستانه تولید جفت برسند و تلفات انرژی الکترون‌هایی غیر از برمسترالانگ شروع به تسلط کنند.